# Trooz
Trooz là một đô thị ở tỉnh Liege, vùng Wallonie, Bỉ. Tại thời điểm ngày 1 tháng 1 năm 2006, Trooz có tổng dân số 7.641 người. Tổng diện tích là 24,20 km² với mật độ dân số 316 người trên mỗi km².